# 琼礁
琼礁，越南称带刀礁，西方文献称兰斯当礁（英語：Lansdowne Reef），位于南中国海南沙群岛中，现由越南实际控制，中国聲称对其拥有主权。
琼礁是九章群礁的一个暗礁。1988年为越南占领。